# Stemonyphantes montanus
Stemonyphantes montanus là một loài nhện trong họ Linyphiidae.
Loài này thuộc chi Stemonyphantes. Stemonyphantes montanus được Jörg Wunderlich miêu tả năm 1978.